# Clio PopUp
Clio PopUp è stato un programma televisivo italiano di genere docu-reality, in onda su Real Time per una edizione nel 2020 e condotto da Clio Zammatteo.

## Il programma
Registrato nello store di vendita di prodotti di bellezza e cura del corpo ClioPopUp della conduttrice a Napoli, vede in ogni puntata alternarsi due persone protagoniste di una beauty routine eseguita da Clio.
Il primo protagonista verrà condotto nello store da un amico o parente che farà conoscere Clio a sorpresa. Il secondo sarà un cliente dello store alla ricerca di un prodotto specifico per la propria pelle o per un evento a cui dovrà partecipare.
La conduttrice, oltre ad eseguire il make up, dà consigli sullo stile, sul portamento e sulle modalità in cui truccarsi per aumentare l'autostima e la percezione di sé al protagonista.

## Edizioni
| Edizione | Inizio        | Fine | Rete televisiva | Puntate | Conduzione     |
| -------- | ------------- | ---- | --------------- | ------- | -------------- |
| 1        | 28 marzo 2020 | -    | Real time       | -       | Clio Zammatteo |